# New Girl/Staffel 4
Die vierte Staffel der US-amerikanischen Sitcom New Girl feierte ihre Premiere am 16. September 2014 auf dem Sender FOX. Die deutschsprachige Erstausstrahlung sendete der österreichische Free-TV-Sender ORF eins vom 11. April bis zum 5. September 2015. In den Vereinigten Staaten wurde die DVD zur vierten Staffel am 1. September 2015 veröffentlicht. In Deutschland ist die DVD zur vierten Staffel seit dem 10. Dezember 2015 erhältlich.

## Darsteller
| Figur                  | Darsteller        | Deutscher Sprecher |
| ---------------------- | ----------------- | ------------------ |
| Jessica „Jess“ Day     | Zooey Deschanel   | Anja Stadlober     |
| Nicholas „Nick“ Miller | Jake Johnson      | Tim Knauer         |
| Schmidt                | Max Greenfield    | Robin Kahnmeyer    |
| Cecilia „Cece“ Parekh  | Hannah Simone     | Susanne Geier      |
| Winston Bishop         | Lamorne Morris    | Tobias Nath        |
| Coach                  | Damon Wayans, Jr. | Sebastian Schulz   |
| Nebendarsteller        |                   |                    |
| Bob Day                | Rob Reiner        | Roland Hemmo       |
| Ryan Geauxinue         | Julian Morris     | Wanja Gerick       |
| Principal Foster       | Curtis Armstrong  | Gerald Schaale     |
| Nadia                  | Rebecca Reid      | Juliana Cukier     |
| Outside Dave           | Steve Agee        | Werner Böhnke      |
| Joan Day               | Jamie Lee Curtis  | Karin Buchholz     |
| Aly Nelson             | Nasim Pedrad      | Angela Ringer      |
| Paul Genzlinger        | Justin Long       | Kim Hasper         |
| Fawn Moscato           | Zoe Lister-Jones  | Dascha Lehmann     |

## Episoden
| Nr. (ges.) | Nr. (St.) | Deutscher Titel            | Originaltitel                | Erstausstrahlung USA | Deutschsprachige Erstausstrahlung (A) | Regie             | Drehbuch                                                 | Zuschauer (USA) |
| ---------- | --------- | -------------------------- | ---------------------------- | -------------------- | ------------------------------------- | ----------------- | -------------------------------------------------------- | --------------- |
| 73         | 1         | Kühlschrankmenschen        | The Last Wedding             | 16. Sep. 2014        | 11. Apr. 2015                         | Trent O’Donnell   | J. J. Philbin                                            | 3,04 Mio.       |
| 74         | 2         | Die Dating-App             | Dice                         | 23. Sep. 2014        | 11. Apr. 2015                         | Lynn Shelton      | Matt Fusfeld & Alex Cuthbertson                          | 2,35 Mio.       |
| 75         | 3         | Der Schwamm für den Mann   | Julie Berkman’s Older Sister | 30. Sep. 2014        | 18. Apr. 2015                         | Fred Goss         | Nina Pedrad                                              | 2,37 Mio.       |
| 76         | 4         | Wer ist schon perfekt?     | Micro                        | 7. Okt. 2014         | 25. Apr. 2015                         | Jay Chandrasekhar | Josh Malmuth                                             | 2,61 Mio.       |
| 77         | 5         | Der Festnetzanschluss      | Landline                     | 14. Okt. 2014        | 2. Mai 2015                           | Trent O’Donnell   | Rob Rosell                                               | 2,26 Mio.       |
| 78         | 6         | Sergeant Tess Dorado       | Background Check             | 4. Nov. 2014         | 9. Mai 2015                           | Lorene Scafaria   | Rebecca Addelman                                         | 3,38 Mio.       |
| 79         | 7         | Keks für Mama              | Goldmine                     | 11. Nov. 2014        | 16. Mai 2015                          | Russ Alsobrook    | Berkley Johnson                                          | 3,04 Mio.       |
| 80         | 8         | Konferenz mit Puffer       | Teachers                     | 18. Nov. 2014        | 23. Mai 2015                          | Trent O’Donnell   | Kim Rosenstock                                           | 2,83 Mio.       |
| 81         | 9         | Gegen alle Regeln          | Thanksgiving IV              | 25. Nov. 2014        | 30. Mai 2015                          | Fred Goss         | David Feeney                                             | 2,77 Mio.       |
| 82         | 10        | Zickenkrieg                | Girl Fight                   | 2. Dez. 2014         | 6. Juni 2015                          | Bill Purple       | Danielle Sanchez-Witzel                                  | 3,00 Mio.       |
| 83         | 11        | Flüge gestrichen           | LAXmas                       | 9. Dez. 2014         | 13. Juni 2015                         | Trent O’Donnell   | Matt Fusfeld & Alex Cuthbertson                          | 3,28 Mio.       |
| 84         | 12        | Lärm macht krank           | Shark                        | 6. Jan. 2015         | 20. Juni 2015                         | Alex Hardcastle   | Jacob Brown & Rob Rosell                                 | 3,19 Mio.       |
| 85         | 13        | Der Schulausflug           | Coming out                   | 13. Jan. 2015        | 27. Juni 2015                         | Bill Purple       | Sophia Lear                                              | 2,90 Mio.       |
| 86         | 14        | Männerprobleme             | Swuit                        | 3. Feb. 2015         | 4. Juli 2015                          | Trent O’Donnell   | Noah Garfinkel                                           | 2,96 Mio.       |
| 87         | 15        | Sechs Bars in fünf Stunden | The Crawl                    | 10. Feb. 2015        | 11. Juli 2015                         | Jay Chandrasekhar | Kim Rosenstock                                           | 2,71 Mio.       |
| 88         | 16        | Oregon                     | Oregon                       | 17. Feb. 2015        | 18. Juli 2015                         | Russ Alsobrook    | Nina Pedrad                                              | 3,08 Mio.       |
| 89         | 17        | Arachnophobie              | Spiderhunt                   | 24. Feb. 2015        | 25. Juli 2015                         | Steve Welch       | Berkley Johnson                                          | 2,85 Mio.       |
| 90         | 18        | Weg der Schande            | Walk of Shame                | 3. März 2015         | 1. Aug. 2015                          | Christine Gernon  | Danielle Sanchez-Witzel                                  | 2,53 Mio.       |
| 91         | 19        | Die Sex-SMS                | The Right Thing              | 31. März 2015        | 8. Aug. 2015                          | Erin O’Malley     | Matt Fusfeld & Alex Cuthbertson                          | 2,33 Mio.       |
| 92         | 20        | Das Golfturnier            | Par 5                        | 7. Apr. 2015         | 22. Aug. 2015                         | Trent O’Donnell   | Lamorne Morris & Rob Rosell                              | 2,14 Mio.       |
| 93         | 21        | Expertin für die Liebe     | Panty Gate                   | 28. Apr. 2015        | 29. Aug. 2015                         | Reginald Hudlin   | David Feeney & Veronica McCarthy                         | 2,07 Mio.       |
| 94         | 22        | Ein klarer Schnitt         | Clean Break                  | 5. Mai 2015          | 5. Sep. 2015                          | Trent O’Donnell   | Rebecca Addelman & Kim Rosenstock Idee: Rebecca Addelman | 2,22 Mio.       |